# Nakao Tsuyoshi
Tsuyoshi Nakao (sinh ngày 29 tháng 5 năm 1983) là một cầu thủ bóng đá người Nhật Bản.

## Sự nghiệp câu lạc bộ
Tsuyoshi Nakao đã từng chơi cho Ventforet Kofu.